# 迎宾街道 (神木市)
迎宾街道是中华人民共和国陕西省榆林市神木市下辖的一个街道办事处。

## 行政区划
迎宾街道下辖以下村级行政区划单位：
迎宾路社区、驼峰路社区、兴南路社区、农科路社区、南关村、呼家圪台村、廿里墩村、韩家窑坬村、高家塔村、郭家塔村、刘伙庙村、王家墕村、龚家峁村、赵家沟村、大湾村、大柏堡村、万家沟村、柏林村、新寨则村、关崖窑村、刘家畔村、石窑坪村、高家墕村、石窑村、麻堰渠村、河西村、河东村、杏花村、凤凰村、解家堡柳沟村。